# Instant Replay
Instant Replay är The Monkees sjunde studioalbum utgivet 15 februari 1969 av skivbolagen Colgems Records (i USA) och RCA Records. Albumet var gruppens första som en trio, eftersom Peter Tork hade lämnat gruppen vid årsskiftet. Även de övriga gruppmedlemmarna hade funderingar på att sluta, men avskräcktes av det höga belopp Tork fick betala för att komma loss från sitt kontrakt med skivbolaget (160 000 dollar).
Flera av låtarna är inspelade så tidigt som 1966 eller 1967, varefter inspelningarna tagits upp på nytt under 1968 med de avslutande påläggen.
Albumet nådde Billboard-listans 32:a plats.

## Låtlista
Singelplacering i Billboard inom parentes. Placering i England=UK
Sida A
1. "Through the Looking Glass" (Tommy Boyce/Bobby Hart/Red Baldwin) – 2:43
2. "Don't Listen to Linda" (Boyce/Hart) – 2:49
3. "I Won't Be the Same Without Her" (Gerry Goffin/Carole King) – 2:42
4. "Just a Game" (Micky Dolenz) – 1:49
5. "Me Without You" (Boyce/Hart) – 2:11
6. "Don't Wait for Me" (Michael Nesmith) – 2:39

Sida B
1. "You and I" (David Jones/Bill Chadwick) – 2:15
2. "While I Cry" (Nesmith) – 3:01
3. "Tear Drop City" (Boyce/Hart) (#56, UK #46)[3][4] – 1:59
4. "The Girl I Left Behind Me" (Carole Bayer Sager/Neil Sedaka) – 2:43
5. "A Man Without a Dream" (Goffin/King) – 3:04
6. "Shorty Blackwell" (Dolenz) – 5:46

Bonusspår på den remastrade CD-utgåvan utgiven i januari 1995
1. "Someday Man" (Roger Nichols/Paul Williams) (UK #47)[3][4] – 2:40
2. "Carlisle Wheeling" (Nesmith)  (alternativ version) – 3:11
3. "Rosemarie" (Dolenz) (tidig version) – 2:15
4. "Smile" (Jones) – 2:20
5. "St. Matthew" (Nesmith) (alternativ mix) – 2:44
6. "Me Without You" (Boyce/Hart) (alternativ mix) – 2:12
7. "Through the Looking Glass" (Boyce/Hart/Baldwin) (alternativ mix) – 2:48

## Medverkande
Musiker (The Monkees-medlemmar)
- Michael Nesmith – sång, bakgrundssång, akustisk gitarr
- Micky Dolenz – sång, bakgrundssång, akustisk gitarr, piano
- Davy Jones – sång, bakgrundssång

Bidragande musiker
- Keith Allison – gitarr (spår A1)
- Wayne Erwin – gitarr (A1)
- Gerry McGee – gitarr (A1, A2, A5, B1, B3)
- Louie Shelton – gitarr (A1, A2, A5, B1, B3)
- Joe Osborn – basgitarr (A1, A2, A5, B1, B5)
- Billy Lewis – trummor (A1, A2, A5, B3)
- Bobby Hart – piano (A1), keyboard (A5), bakgrundssång (B3)
- Tommy Boyce – gitarr (A2), bakgrundssång (B3)
- Peter Tork – gitarr (A3)
- James Burton – gitarr (A3)
- Glen Campbell – gitarr (A3)
- Al Casey – gitarr (A3)
- Mike Deasey – gitarr (A3, B5)
- Bob West – basgitarr (A3)
- Hal Blaine – trummor (A3, B1, B5), tamburin (B5)
- Gary Coleman – percussion (A3)
- Frank DeVito – percussion (A3)
- Larry Knechtel – piano (A3, B1, B5)
- Coco Dolenz – bakgrundssång (A4, B6)
- Tommy Tedesco – akustisk gitarr (A4, B5, B6)
- Max Bennett – basgitarr (A4, B6)
- Jim Gordon – trummor (A4, B6), percussion (B6)
- Joe Porcaro – percussion (A4)
- Michel Rubini – cembalo (A4)
- George Berres – violin (A4, B6)
- Anatol Kaminsky – violin (A4, B6)
- Bernard Kundell – violin (A4, B6)
- Erno Neufeld – violin (A4, B6)
- Nathan Ross – violin (A4, B6)
- Joseph Stepansky – violin (A4, B6)
- Armand Kaproff – cello (A4, B6)
- Justin DiTullio – cello (A4, B6)
- Edgar Lustgarten – cello (A4, B6)
- Bud Brisbois – trumpet (A4, B6)
- Buddy Childers – trumpet (A4, B5, B6)
- Oliver Mitchell – trumpet (A4, B6)
- Ray Triscari – trumpet (A4, B6)
- Vincent DeRosa – valthorn (A4, B6)
- David Duke – valthorn (A4, B6)
- Dick Perissi – valthorn (A4, B6)
- George Roberts – trombon (A4, B6)
- Ronnie Lang – flöjt (A4, B6)
- Ted Nash – flöjt (A4, B6)
- Bud Shank – flöjt (A4, B6)
- Harold Bradley – akustisk gitarr (A6)
- Lloyd Green – steel guitar (A6)
- Bobby Dyson – basgitarr (A6)
- Sonny Osborne – banjo (A6)
- Jerry Carrigan – trummor (A6)
- David Briggs – orgel (A6)
- Bill Chadwick – gitarr (B1), okänd (B2, B6)
- Neil Young – gitarr (B1)
- Rick Dey – basgitarr (B2)
- Eddie Hoh – trummor (B2)
- Keith Allison – okänd (B2)
- Harry Nilsson – okänd (B2)
- Ron Hicklin – bakgrundssång (B3)
- Wayne Erwin – gitarr (B3)
- Larry Taylor – basgitarr (B3)
- Gene Estes – percussion (B3)
- Al Gafa – gitarr (B4)
- Willard Suyker – gitarr (B4)
- Don Thomas – gitarr (B4)
- Russ Savakus – basgitarr (B4)
- Herb Lovelle – trummor (B4)
- Neil Sedaka – keyboard (B4)
- Leo Kahn – violin (B4)
- Julius Schachter – violin (B4)
- Maurice Bialkin – cello (B4)
- Don Addrisi – bakgrundssång (B5)
- Jimmy Rowles – piano (B5)
- Conte Candoli – trumpet (B5)
- Jim Decker – valthorn (B5)
- Bill Hinshaw – valthorn (B5)
- Bob Edmondson – trombon (B5)
- Lew McCreary – trombon (B5)
- Michel Rubini – piano (B6)
- Kenny Shroyer – trombon (B6)

Produktion
- Tommy Boyce – producent (spår A1, A2, A5, B3)
- Bobby Hart – producent (A1, A2)
- Michael Nesmith – producent (A3, A6)
- Micky Dolenz – producent (A4, B6)
- Felton Jarvis – producent (A6)
- Davy Jones – producent (B1)
- Carole Bayer Sager – producent (B4)
- Neil Sedaka – producent (B4)
- Bones Howe – producent (B5)
- Alan Wolsky – omslagsdesign, omslagskonst